# Nhôm(III) nitrat
Nhôm(III) nitrat là một muối màu trắng tan trong nước của nhôm va axit nitric có công thức hóa học Al(NO3)3. Dạng phổ biến nhất là tinh thể ngậm nước Al(NO3)3·9H2O.

## Điều chế
Nhôm(III) nitrat không thể được tổng hợp bằng phản ứng của nhôm với axit nitric đặc, vì nhôm tạo thành một lớp oxide nhôm thụ động ngăn phản ứng diễn ra.
Nhôm(III) nitrat có thể được điều chế bằng phản ứng của axit nitric với nhôm chloride. Nitrosyl chloride được tạo thành như một sản phẩm phụ; nó được tách ra khỏi dung dịch như một chất khí.
Nhôm(III) n itratcũng có thể được chuẩn bị một phản ứng siêu phân tử giữa nhôm sunfat và một muối nitrat với một cation thích hợp như bari, stronti, calci, bạc hoặc chì.
Al2(SO4)3 + 3Ba(NO3)2 → 2Al(NO3)3 + 3BaSO4↓

## Ứng dụng
Nhôm(III) nitrat là một chất oxy hóa mạnh. Nó được sử dụng trong thuộc da, sản xuất thuốc chống trầy, chất ức chế ăn mòn, chiết xuất urani, lọc dầu, và như một chất dùng để nitrat hóa.
Tinh thể ngậm 9 nước và các nhôm nitrat hydrat khác có nhiều ứng dụng. Những muối này được sử dụng để sản xuất nhôm oxit để sản xuất giấy cách điện, tạo các chất nung nóng ống tia âm cực, và các lá lõi biến thế. Các muối hydrat cũng được sử dụng để chiết xuất các nguyên tố họ Actini.
Nó được sử dụng trong phòng thí nghiệm và lớp học như trong phản ứng:
Al(NO3)3 + 3NaOH → Al(OH)3↓ + 3NaNO3